# Nodastrella
Nodastrella is een geslacht van sponsdieren uit de klasse van de Hexactinellida.

## Soorten
- Nodastrella asconemaoida Dohrmann, Göcke, Reed & Janussen, 2012
- Nodastrella nodastrella (Topsent, 1915)